# Dichomeridinae
A Dichomeridinae (magyar neve nincs) a valódi lepkék (Glossata) alrendjébe tartozó sarlós ajkú molyfélék (Gelechiidea) családjának egyik alcsaládja.

## Elterjedésük
A fajok többsége trópusi, de több európai is akad köztük. Magyarországon 22 fajuk él; ezek legtöbbjét valamilyen „sarlósmolynak” vagy „lápimolynak” nevezzük.

## Rendszertani felosztásuk a magyarországi fajokkal
Egyes rendszerek ebbe az alcsaládba sorolják a Chelariinae alcsalád fajait is. A FUNET (2013) és Pastorális (2011) nyomán a két alcsaládot külön tárgyaljuk.
Az alcsalád fontosabb nemei:
- Acompsia Hb., 1825
  - szürke sarlósmoly (Acompsia cinerella Clerck, 1759) — Magyarországon közönséges (Fazekas, 2001; Buschmann, 2003; Pastorális, 2011; Pastorális & Szeőke, 2011);
  - aranysárga sarlósmoly (Acompsia schmidtiellus Heyden, 1848) — Magyarországon szórványos (Pastorális, 2011);
  - oroszlánszáj-sarlósmoly (Acompsia tripunctella Denis & Schiffermüller, 1775) — Magyarországon többfelé előfordul (Pastorális, 2011)
- Anasphaltis Meyrick, 1925
  - citromfű-sarlósmoly (Anasphaltis renigerellus Zeller, 1839) — Magyarországon sokfelé előfordul (Fazekas, 2001; Pastorális, 2011);
- Aulidiotis Meyrick, 1925
- Brachmia Hb., 1825
  - fészeklakó lápimoly (Brachmia blandella, B. gerronella Fabricius, 1798) — Magyarországon közönséges (Fazekas, 2001; Buschmann, 2003; Pastorális, 2011);
  - citromkocsord-lápimoly (Brachmia dimidiella Denis & Schiffermüller, 1775) — Magyarországon közönséges (Fazekas, 2001; Buschmann, 2003; Pastorális, 2011);
  - nádrágó lápimoly (Brachmia inornatella Douglas, 1850) — Magyarországon sokfelé előfordul (Fazekas, 2001; Pastorális, 2011);
  - hegyvidéki lápimoly (Brachmia procursella Rebel, 1903) — Magyarországon szórványos (Pastorális, 2011);
- Dichomeris Hb., 1818
  - zuzmórágó sarlósmoly (Dichomeris alacella Zeller, 1839) — Magyarországon sokfelé előfordul (Fazekas, 2001; Pastorális, 2011);
  - szakállas sarlósmoly (Dichomeris barbella Denis & Schiffermüller, 1775) — Magyarországon sokfelé előfordul (Fazekas, 2001; Buschmann, 2003; Pastorális, 2011);
  - rozsdás sarlósmoly (Dichomeris derasella, D.fasciella Denis & Schiffermüller, 1775) — Magyarországon közönséges (Fazekas, 2001; Buschmann, 2003; Pastorális, 2011);
  - őrségi sarlósmoly (Dichomeris latipennella Rebel, 1937) — Magyarországon szórványos (Pastorális, 2011);
  - lucernarágó sarlósmoly (Dichomeris limosellus, D. limosella Schläger, 1849) — Magyarországon közönséges (Fazekas, 2001; Buschmann, 2003; Pastorális, 2011);
  - fehérsávos borókamoly (Dichomeris marginella Fabricius, 1781) — Magyarországon többfelé előfordul (Fazekas, 2001; Pastorális, 2011)
  - szibériai sarlósmoly (Dichomeris rasilella Herrich-Schäffer, 1854) — Magyarországon közönséges (Buschmann, 2003; Pastorális, 2011);
  - barnásvörös sarlósmoly (Dichomeris ustalella, D. ustulella Fabricius, 1794) — Magyarországon közönséges (Fazekas, 2001; Buschmann, 2003; Pastorális, 2011);
- Helcystogramma Zeller, 1877 (Helcistogramma — Buschmann, 2003)
  - fehér erű lápimoly (Helcystogramma albinervis Gerasimov, 1929) — Magyarországon közönséges (Fazekas, 2001; Buschmann, 2003; Pastorális, 2011);
  - ritka lápimoly (Helcystogramma arulensis Rebel, 1929) — Magyarországon sokfelé előfordul (Fazekas, 2001; Buschmann, 2003; Pastorális, 2011);
  - barnacsíkos lápimoly (Helcystogramma lineolella Zeller, 1839) — Magyarországon sokfelé előfordul (Horváth, 1997; Fazekas, 2001; Pastorális, 2011);
  - nádtippan-lápimoly (Helcystogramma lutatella Herrich-Schäffer, 1854) — Magyarországon közönséges (Horváth, 1997; Fazekas, 2001; Buschmann, 2003; Pastorális, 2011);
  - fűsodró lápimoly (Helcystogramma rufescens Haworth, 1828) — Magyarországon közönséges (Fazekas, 2001; Pastorális, 2011);
  - szuláksodró lápimoly (Helcystogramma triannulella Herrich-Schäffer, 1854) — Magyarországon közönséges (Fazekas, 2001; Buschmann, 2003; Pastorális, 2011);
- Telephila Meyrick, 1823